# Сертея
Сертея — деревня в Велижском районе Смоленской области России. Входит в состав Селезнёвского сельского поселения. Население — 27 жителей (2007 год). 
Расположена в северо-западной части Смоленской области, в 20 км к северо-востоку от Велижа, в 19 км северо-восточнее автодороги Р133 (Смоленск — Невель), на берегу реки Западная Двина в месте впадения в неё реки Сертейки к югу от деревень Поймище и Горяне. В 80 км южнее деревни на линии «Смоленск — Витебск» расположена железнодорожная станция Голынки.

## История
В годы Великой Отечественной войны деревня была оккупирована гитлеровскими войсками в июле 1941 года, освобождена в сентябре 1943 года.

## Население
| 2007 |
| ---- |
| 27   |

## Археология и генетика
В долине реки Сертейки находится Сертейский археологический комплекс. Одиночный курган у деревни Сертея на правом берегу реки Сертейки был открыт Е. А. Шмидтом в 1951 году. Выявлено несколько разновременных объектов. Первый связан с существованием здесь места расщепления кремня, которое было расположено на естественном возвышении. Находки фрагментов ранненеолитических сосудов позволяют отнести мастерскую к 6 тыс. до н. э. Проведенное датирование остатков «погребения» и первых этапов возведения насыпи показало, что оно относится к середине — второй половине 3 тыс. до н. э. и сопоставимо с поздним этапом существования жижицкой культуры строителей свайных поселений и начальным этапом узменьской культуры. Курган с ровиком может относиться ко времени культуры длинных курганов, судя по находке фрагмента сосуда.
Памятник среднего-позднего неолита Сертея II был открыт А. М. Микляевым в 1972 году при обследовании русла реки Сертейки после проведения мелиоративных работ.
В 2023 году археологи Северо-Западной археологической экспедиции Государственного Эрмитажа обнаружили в Сертейской долине Смоленской области артефакты V—IV тысячелетий до н. э. Один из них — длинный деревянный дротик, выполненный в виде змеи — не имеет аналогов в отечественной археологии, сообщили журналистам в пресс-службе Эрмитажа. В 2025 году на стоянке Сертея II в слое 5–4 тыс. до н. э. была найдена вырезанная из дерева шестипалая антропоморфная кисть руки на тыльной стороне которой вырезана семилучевая розетка. Рядом были найдены фрагменты сосуда с изображением мужчины.
У обитателя стоянки Сертея VIII (A3, зуб, 5120±120 л. н.) была обнаружена Y-хромосомная гаплогруппа R1a1 и митохондриальная гаплогруппа H. У двух обитателей свайной постройки №1 «переходного» слоя стоянки Сертея II (жижицкая археологическая культура позднего неолита, сер. III тыс. до н. э.) обнаружена митохондриальная гаплогруппа H2 и Y-хромосомные гаплогруппы R1a1 (A9, фаланга) и N1a1 (A6, локтевая кость). Митохондриальная субгруппа U (U, U4 (n=3), U5 (n=2), U5a1a, U5b3f) встречается у жителей Сертейского микрорегиона с частотой 50%. Также выявлены митохондриальные гаплогруппы H, H2, H6,8, H11, V, T и HV0 (по 7%). Y-хромосомные гаплогруппы R1a1
(M17*) и N1c(M46*) встречаются с частотой 43%, R1b1(M343*) — с частотой 14%. Дата постройки №1 — 2304±113 лет до нашей эры.

## Карты
- Топографическая карта N-36-02.